# 游戏东西
《游戏东西》是一档于2002年7月28日开始在旅游卫视播出的电子游戏资讯、攻略及电子竞技节目。
该节目在2004年3月9日被国家广播电影电视总局要求停播。停播后，该节目转在悠视网播放，后再次停播。

## 历史

### 起源
澳门五星卫视前广告总监吕立是游戏玩家，出于个人兴趣和对中国大陆游戏市场看好，他决定制作一档游戏节目。2002年，在吕立的提议下，制片人王瑞海开始筹备《游戏东西》，并制作七八期样片。不久后吕立与王瑞海离开澳门五星卫视，与北京今世广告有限公司合作，招聘前五星卫视的同事和一群经验丰富的玩家，组建编导团队，开始《游戏东西》节目的制作。
当时，《游戏东西》的播出方旅游卫视刚刚起步，急需引进节目资源，因此《游戏东西》顺利购买到旅游卫视的播出时段，定于每周一至周五，17点27分开播。2002年7月28日，《游戏东西》在旅游卫视正式开播。

### 发展
由于《游戏东西》节目组经费不足，每次使用录音棚都会把半个月的节目录完，每次要录30多期节目。
开播半年后，《游戏东西》收视率上升，与《娱乐任我行》并列当时旅游卫视的两大节目。节目拥有4000万固定收视习惯的观众，每天固定收看的观众人数达到500多万。
2003年年底，网星艾尼克斯、新浪等网游厂商相继签下2004年度广告投放及赞助方案。盛大决定投资《游戏东西》。

### 停播
2004年3月9日，《游戏东西》节目组接到旅游卫视转交的广电总局的一封通知函，《游戏东西》被暂时停播。一周后，《游戏东西》节目组解散，节目组所有人回家待命。
2004年4月12日，国家广电总局下发《关于禁止播出电脑网络游戏类节目的通知》，指出某些广播电视机构播出网络游戏节目，给未成年人的成长造成不利影响，因此决定各级广播电视机构不得播出网络游戏节目。因此，《游戏东西》在电视台永久停播。

### 复播和再次停播
2005年，《游戏东西》在网络电视悠视网上复播，但由于当时中国大陆的视频网站尚未兴起，宽带亦未完全普及，宽带市场仍处于萌芽阶段，导致节目收视率很低。做了二十多期后，节目组发现不太可能盈利，于是将《游戏东西》再次停播。

## 自我审查
《游戏东西》每期节目都会由主编反复审片，杜绝政治敏感、血腥暴力或色情倾向的内容，如在录制反恐精英比赛时，编导会关闭血液显示，子弹打在游戏人物的身上不会有血液。制作完毕后，节目组会将节目转交旅游卫视，由旅游卫视再次审查，确认没有问题后播出。

## 评论
2004年3月初，全国两会召开，《游戏东西》在政协委员的提案中被作为反面典型提及。有政协委员反映孩子经常逃下午最后一节课，回家看《游戏东西》。

## 杂志
2005年，《游戏东西》推出同名杂志，但由于当时市场环境以及软硬件的不足，导致杂志销量不好，杂志出刊不到1年停刊。